# Eremothamnus marlothianus
Eremothamnus marlothianus е вид растение от семейство Сложноцветни (Asteraceae), единствен в род Eremothamnus.

## Разпространение
Видът е разпространен в Намибия.